# Dzwonkówka drobnoowocnikowa

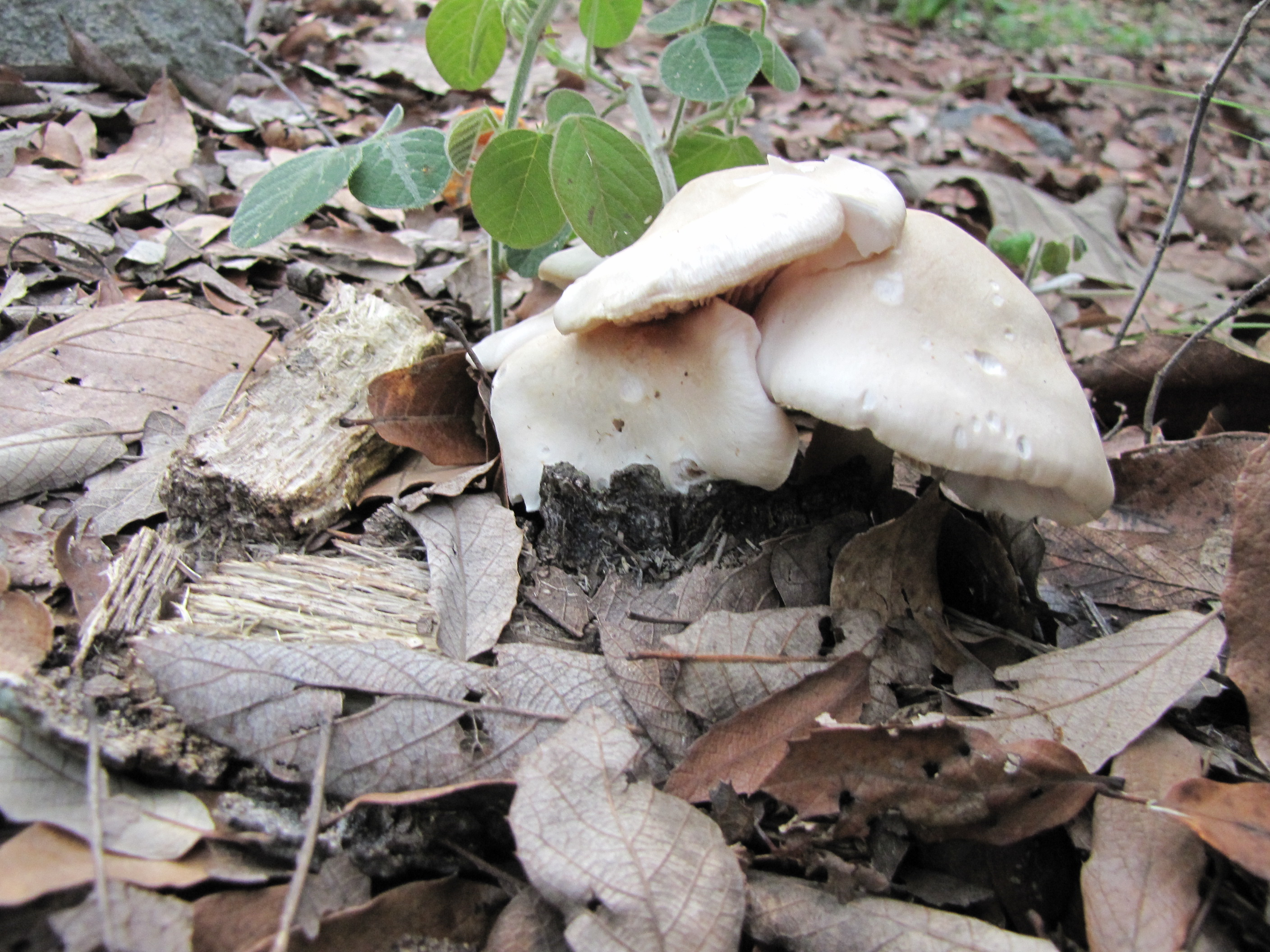

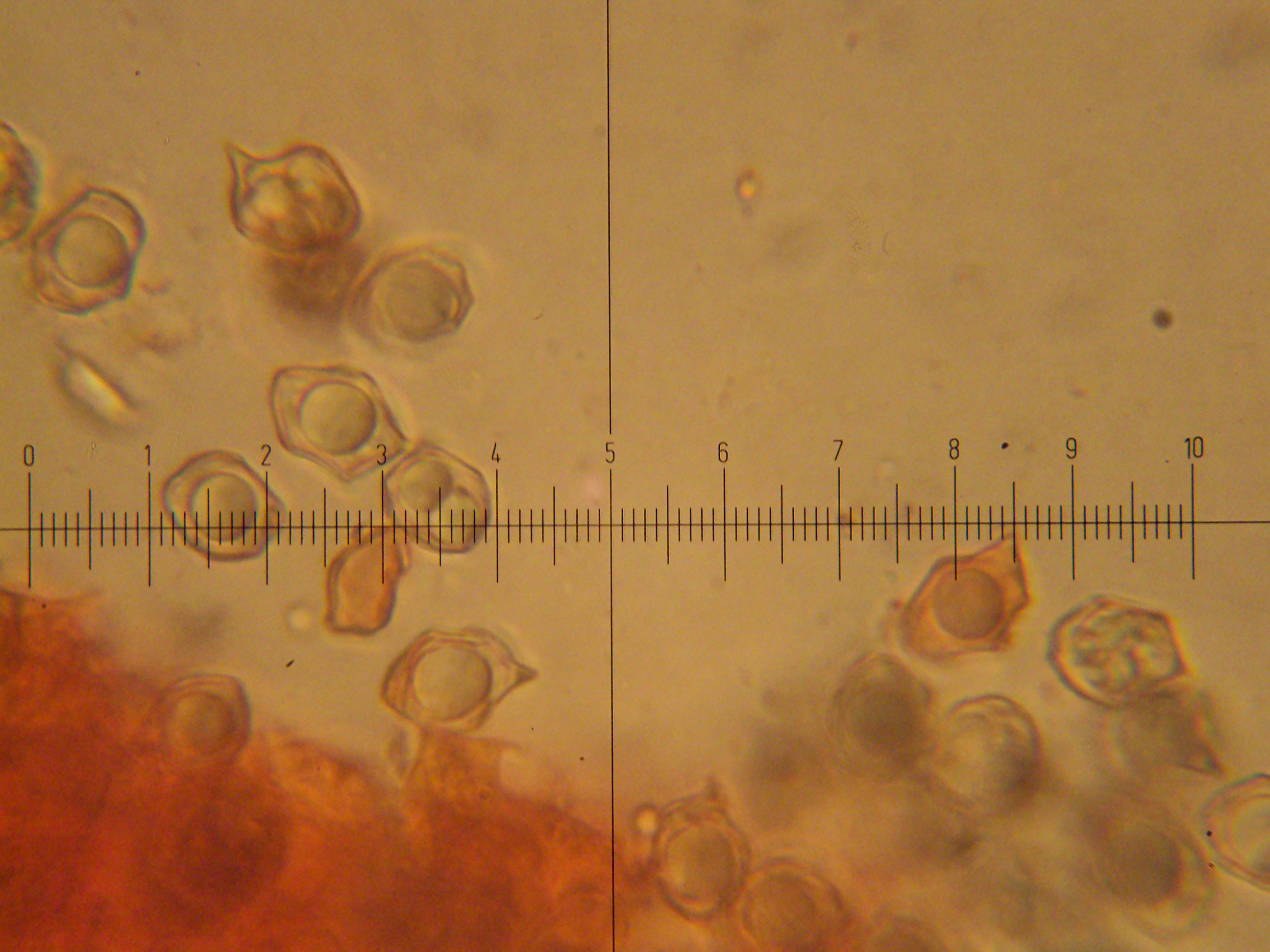

Dzwonkówka drobnoowockowa (Entoloma speculum (Fr.) Quél.) – gatunek grzybów z rodziny dzwonkówkowatych (Entolomataceae).

## Systematyka i nazewnictwo
Pozycja w klasyfikacji według Index Fungorum: Entoloma, Entolomataceae, Agaricales, Agaricomycetidae, Agaricomycetes, Agaricomycotina, Basidiomycota, Fungi.
Po raz pierwszy gatunek ten opisał w 1836 r. Elias Fries, nadając mu nazwę Agaricus speculum. Obecną nazwę nadał mu Lucien Quélet w 1872 r.
Synonimy:
- Agaricus speculum Fr. 1836
- Entoloma speculum var. microsporum Armada & F. López 2017
- Hyporrhodius speculum (Fr.) Henn. 1898
- Leptonia speculum (Fr.) Fayod 1889
- Rhodophyllus speculum (Fr.) Quél. 1886[2].

Polską nazwę zarekomendował Władysław Wojewoda w 2003 r.

## Morfologia
Kapelusz
Średnica 14–37 mm, początkowo wypukły z pofałdowanym i podwiniętym brzegiem, później rozszerzający się z małym garbkiem lub bez garbka, z prostym brzegiem. Jest słabo higrofaniczny; w stanie wilgotnym prześwitująco prążkowany na brzegu lub nie, jaskrawo biały, czasem z bladoszarymi lub bladożółtymi plamami, po wyschnięciu blady. Powierzchnia naga lub na środku lekko kosmkowata.
Blaszki
Od 30 do 60, l = 1–5, wykrojone, o szerokości do 5 mm, dość rzadkie, wąsko brzuchate, początkowo białe, potem różowe, czasem z brązowym odcieniem. Ostrza tej samej barwy, całe lub ząbkowane.
Trzon
Wysokość 20–65 mm, grubość 2–5 mm, cylindryczny, czasami rozszerzony u podstawy, czasami wygięty, początkowo pełny, potem rurkowaty. Powierzchnia jaskrawobiała lub z szarymi lub żółtawymi odcieniami, zwłaszcza po uszkodzeniu, na wierzchołku czasami kłaczkowato oprószony, ku dołowi nagi, wzdłużnie srebrzysto prążkowany.
Miąższ
Cienki, biały, stosunkowo twardy. Zapach słaby do wyraźnie mącznego, zwłaszcza po przekrojeniu. Smak mocno mączny.
Cechy mikroskopowe
Podstawki 35–45 × 9–15 µm, 4-zarodnikowe ze sprzążkami. Zarodniki 9–12,5(–13) × 7,5–12 µm, Q = 1–1,25, w widoku z boku nieregularnie 5–6-kątne. Krawędź blaszek płodna. Brak cystyd. Strzępki skórki w kapeluszu wąskie, cylindryczne, typu przejściowego do ixocutis o szerokości 2–7,5 µm z łatwo rozpadającymi się i zżelatynizowanymi ściankami i słabo widocznym, wewnątrzkomórkowym pigmentem. Strzępki ze sprzążkami.

## Występowanie i siedlisko
Podano występowanie Entoloma speculum w Ameryce Północnej i Europie. Jest bardzo rzadki. W Polsce Władysław Wojewoda w 2003 r. przytoczył kilkanaście stanowisk. Bardziej aktualne stanowiska podaje internetowy atlas grzybów. Znajduje się na Czerwonej liście roślin i grzybów Polski. Ma status E– gatunek wymierający, którego przeżycie jest mało prawdopodobne, jeśli nadal będą działać czynniki zagrożenia.
Grzyb naziemny występujący w lasach i parkach na glebie bogatej w próchnicę.